# Radio 100
Radio 100 (tidl. Radio 100FM) er en kommerciel radiostation ejet af Bauer Media Danmark, et datterselskab af tyske Bauer Media Group. Bauer Media overtog radiostationen i april 2015 fra SBS Radio, som tilhørte ProSiebenSat.1 Media.
Fra 2003-2013 sendte kanalen fra studier på Rådhuspladsen i København, men i januar 2013 flyttede stationen til Mileparken i Skovlunde.
Onsdag den 18. juni 2003 afholdt Bruun Rasmussen Kunstauktioner auktion over to ledige FM-frekvenser, FM5 og FM6. FM5 blev købt af hollandske Sky Radio, mens FM6 blev købt af hollandske Talpa Radio International for en årlig koncessionsafgift på 22,5 mio. kr. samt en eventuel variabel afgift, der afhænger af stationens omsætning. 
Den 15. november 2003 gik Radio 100FM i luften på FM6, der dækkede 38 procent af Danmarks befolkning – primært Hovedstadsområdet, hvor frekvensen var 100,0 MHz – deraf kanalens navn. I august 2005 blev Radio 100FM den første kommercielle radiokanal nogensinde, der præsterede en højere markedsandel end P3 i HT-området med 19,7 procent af den samlede radiolyttetid. Siden 2003 har Radio 100FM udvidet sit dækningsområde blandt andet ved at indgå samarbejdsaftaler med lokalradioer, så kanalen ultimo marts 2009 kunne høres på FM-nettet i 77% af Danmark.
Kanalen er især kendt for morgenprogrammet Morgenhyrderne, der var en fast del af programfladen fra stationens begyndelse og til programmet lukkede 28. september 2007. Herefter hed morgenprogrammet Farvel seng - jeg elsker dig med den tidligere P3-vært Mads Vangsø og Hjorten (Martin Hjort) som de mest fremtrædende værtsnavne. Dette program lukkede med udgangen af maj 2008. Snart efter annoncerede Radio 100FM, at den tidligere morgenhyrde Lasse Rimmer ville vende tilbage til stationen som morgenradiovært sammen med Charlotte Vigel og Jacob Wilson, i første omgang under titlen De Nye Morgenhyrder. Værtstrioen gik i luften den 18. august 2008, og medio oktober 2008 skiftede trioen navn fra De Nye Morgenhyrder til Morgenhyrderne.
Radio 100FM meddelte 28. september 2009, at stationen var gået i betalingsstandsning, idet det ikke var lykkedes at finde en investor til en nødvendig forbedring af stationens vilkår. 5. oktober gik stationen konkurs men fortsatte med at sende, og allerede dagen efter kunne stationens direktør, Jim Receveur, fortælle, at han havde stiftet et nyt selskab, New Radio, der ville drive stationen videre med 7-8 af de knap 50 oprindelige medarbejdere, herunder på FM6, hvor der allerede var betalt koncessionsafgift for perioden indtil 16. november 2009. Det lykkedes ikke at rejse penge til fornyelse af koncessionen, og stationen indstillede derfor de regulære sendinger på 100 MHz-frekvensen 23. november kl. 12, inden sendetilladelsen for FM6 endegyldigt blev inddraget kl. 24 dagen efter. Radioen fortsatte dog på en række lokalfrekvenser landet over.
31. januar 2011 relancerede Radio 100FM sig selv og skiftede i den forbindelse navn til det nuværende Radio 100.
I 2012 købte SBS Radio Radio 100 og søsterkanalerne Radio Soft og Radio Klassisk. Dette medførte bl.a., at Radio 100 i januar 2013 flyttede sine studier fra Rådhuspladsen til Mileparken i Skovlunde, hvor SBS Radios øvrige stationer også sender fra.

## Frekvenser
| Sendefrekvens | Landsdel, by eller område |
| ------------- | ------------------------- |
| 87,6          | Århus                     |
| 88,2          | Løgumkloster              |
| 88,7          | Mern                      |
| 89,2          | Tåstrup                   |
| 90,1          | Frederikshavn             |
| 90,4          | Holsted                   |
| 91,2          | Ølgod                     |
| 91,2          | Skærbæk                   |
| 93,0          | Nykøbing Falster          |
| 95,6          | Lejre                     |
| 96,5          | Thisted                   |
| 96,9          | Silkeborg                 |
| 97,2          | København                 |
| 98,3          | Skanderborg               |
| 99,1          | Randers                   |
| 101,2         | Sdr. Højrup               |
| 103,6         | Ølstykke                  |
| 104,01        | Birkerød                  |
| 104,7         | Vejen                     |
| 105,3         | Tønder                    |
| 106,2         | Hillerød                  |
| 107,1         | Korsør                    |
| 107,7         | Asperup                   |

## Fodnoter
1. ↑  "Store flyttedag på Radio 100", pressemeddelelse på sbsmedia.dk,2013-01-11
2. ↑  "Radio 100FM udvider igen", pressemeddelelse på radio100.dk
3. ↑  "Radio 100 FM kaster håndklædet i ringen". Politiken. 2009-09-28.
4. ↑  Jakob Albrecht (2009-10-05). "Radio 100FM er gået konkurs". Journalisten. Hentet 2010-07-31.
5. ↑  Jens Jørgen Madsen (2009-10-06). "Radio 100FM fortsætter – men med nu ejer". Journalisten. Hentet 2010-07-31.
6. ↑  Stig Hartvig Nielsen (2009-11-23). "Radio 100FM gør klar til at forlade 100.0". Radionyt.com. Hentet 2010-07-31.{{cite web}}:  CS1-vedligeholdelse: url-status (link)
7. ↑  Stig Hartvig Nielsen (2009-11-25). "Radio 100FM mangler at få en stribe FM-sendere i luften". Radionyt.com. Hentet 2010-07-31.{{cite web}}:  CS1-vedligeholdelse: url-status (link)
8. ↑  Radio 100FM relanceres med nyt navn Arkiveret 4. marts 2016 hos  Wayback Machine, Radionyt.com2011-01-31
9. ↑  SBS køber Radio 100 - Media | www.business.dk